# Flancourt-Crescy-en-Roumois
Flancourt-Crescy-en-Roumois è un comune francese di nuova costituzione. È stato creato il 1º gennaio 2016 assorbendo i tre comuni di Bosc-Bénard-Crescy, Épreville-en-Roumois e Flancourt-Catelon, che ne sono divenuti comuni delegati.